# Fantômes à l'italienne
Pour les articles homonymes, voir Questi fantasmi.
Pour plus de détails, voir Fiche technique et Distribution.
Fantômes à l'italienne (titre original : Questi fantasmi) est un film italien réalisé par Renato Castellani, sorti en 1967.

## Synopsis
Pasquale Lojacono (Vittorio Gassman) et son épouse Maria (Sophia Loren) vivent dans la misère au point de tenter de se suicider. Le tournant se produit lorsque Pasquale trouve une maison dans laquelle, non seulement il n’y aura pas de loyer à payer, mais où ils seront payés s’ils trouvent d'autres locataires. Cette vaste maison serait hantée par le fantôme d'un noble espagnol et, pour mettre fin à la légende, le propriétaire est prêt à payer tout locataire qui prouvera qu’elle est habitable. 
Amoureux de Maria, le riche Alfredo essaie par tous les moyens de l'arracher à son mari et se cache dans un placard. Pasquale croit voir en lui le fantôme du noble espagnol qui lui donne de l'argent. Il en résulte un malentendu qui fait croire à Maria que son mari est prêt à la donner contre de l'argent. 
Le malentendu ayant été levé,  Pasquale et Marie font croire à la mort de cette dernière pour laver son honneur. Acquitté par le tribunal, Pasquale rentre chez lui et retrouve Maria cachée dans le grenier. Cependant, pour sauver la face, les deux époux émigrent en Écosse avec l'argent d'Alfredo.

## Fiche technique
- Titre original : Questi fantasmi
- Titre français : Fantômes à l'italienne
- Réalisation : Renato Castellani
- Scénario : Renato Castellani, Adriano Baracco, Leonardo Benvenuti et Piero De Bernardi d'après la pièce d'Eduardo De Filippo
- Photographie : Tonino Delli Colli
- Musique : Luis Bacalov
- Pays d'origine :  Italie
- Format : Couleur - — 35 mm — 1,66:1 — Son : Mono
- Genre : Comédie
- Durée : 104 minutes
- Dates de sortie : 
  - Italie : 23 décembre 1967
  - Allemagne de l'Ouest : 29 novembre 1968
  - Suède : 2 décembre 1968
  - Espagne : 20 janvier 1969 (Madrid)
  - États-Unis : 22 janvier 1969 (New York)
  - France : 21 janvier 1970

## Distribution
- Sophia Loren : Maria Lojacono
- Vittorio Gassman : Pasquale Lojacono
- Mario Adorf : Alfredo Mariano
- Marcello Mastroianni : le fantôme
- Aldo Giuffré : Raffaele
- Francis De Wolff
- Piera Degli Esposti
- Valentino Macchi
- Nietta Zocchi